# (2901) Bagehot
(2901) Bagehot es un asteroide perteneciente al cinturón de asteroides, descubierto el 27 de febrero de 1973 por Luboš Kohoutek desde el Observatorio de Hamburgo-Bergedorf, Hamburgo, Alemania.

## Designación y nombre
Designado provisionalmente como 1973 DP. Fue nombrado Bagehot en honor al escritor y periodista británico Walter Bagehot.